# Norris Agbakoko
Norris Agbakoko (* 16. Januar 2000 in Bremen) ist ein deutscher Basketballspieler.

## Laufbahn
Agbakoko spielte als Jugendlicher in Bremen Fußball.
Der Innenspieler wurde im Nachwuchsbereich des Bundesligisten EWE Baskets Oldenburg ausgebildet, nachdem er 2016 von Oldenburgs Sportlichem Leiter Srdjan Klarić entdeckt worden war. In der Spielzeit 2018/19 wurde er erstmals in der Ausbildungsmannschaft Baskets Juniors/Oldenburger TB in der 2. Bundesliga ProB eingesetzt, des Weiteren erhielt Agbakoko fortan Einsatzzeit in der Herren-Regionalliga bei der TSG Westerstede. Am ersten Spieltag der Saison 2020/21 schickte ihn Oldenburgs Trainer Mladen Drijenčić gegen Braunschweig zu einem ersten Kurzeinsatz in der Basketball-Bundesliga aufs Feld. Im März 2022 musste er sich einer Operation an der Ferse unterziehen.
Zur Saison 2025/26 verließ Agbakoko die Oldenburger und wechselte innerhalb der Bundesliga zu Alba Berlin.

### Nationalmannschaft
Im Sommer 2023 war er Mitglied einer U23-Auswahl des Deutschen Basketball Bunds, die unter der Leitung von Bundestrainer Gordon Herbert an einem internationalen Turnier im kanadischen Toronto teilnahm.